# O'Groj
Pour les articles homonymes, voir Grojnowski.
 (octobre 2018).
Olivier Grojnowski, également connu sous le pseudonyme de O’Groj, est un auteur de bande dessinée français né en 1962.

## Biographie
Olivier Grojnowski étudie à l’École Supérieure des Arts Graphiques de Paris avant d'obtenir un diplôme à l’École des Beaux-Arts d’Angoulême en 1986. Ses premières planches paraissent dans des périodiques comme Circus et À suivre. En 1993, Casterman publie un recueil de ces dessins : Au fil du rasoir. Il a par ailleurs collaboré avec Frank Margerin avant de travailler pour Spirou.
En 2001, il signe le dessin de Les Dragz chez Dupuis sur un scénario Corcal.

## Œuvres publiées

### Albums
- Au fil du rasoir, Casterman, 1993 (prépublié dans (À Suivre), 1989 – 1993, postpublié dans Heavy Metal, 1997 - 1998)
- La Semaine des 7 Noël, Casterman, 1999 (signé O'GROJnowski)[3].
- Les Dragz, Dupuis, de 2001 à 2003 (scénarios : Corcal, prépublié dans Spirou 1996 - 2003)
  - Alerte aux envahisseurs, Dupuis, 2001
  - La Nuit des Morveglus, Dupuis, 2002
  - Apocalypse Dragz, Dupuis, 2003
- Nestor et Polux, Pif Éditions, 2005, Onapratut, 2009 (scénario de Fred Neidhardt et Fabrice Tarrin, prépublié dans Pif gadget 2004- 2008)
  - Et Dieu créa le yaourt à la framboise, Pif Éditions, 2005
  - Nestor et Polux (intégrale), Onapratut, 2009
- Les Krazbek's, Albin Michel, 2006, Drugstore, 2009 (signé O'GROJnowski, prépublié dans L'Écho des savanes, 2003 - 2006) 
  - Affreux, Bêtes et Gluants, Albin Michel, 2006
  - Microkradox, Drugstore, 2009
- Les Chroniques du règne de Nicolas Ier, 2012, Grasset, Drugstore (scénariste : Patrick Rambaud)
- Simone, de Beauvoir une jeune fille qui dérange, texte de S. Carquain, Marabulles, 2016

### Essai (illustré)
- Les Héros de BD chez le psy, Bréal, 2013

### Albums jeunesse
- Napoléon, texte de Decqueker Gallimard Jeunesse, 1997
- Jojo tête à cloques, texte de Corcal, Glénat J. 2001
- Koupkoup coiffeur d’horreurs, texte de Corcal, Glénat J., 2001

### Magazines
- Circus (1987 - 1988)
- P.L.G.P.P.U.R. (1986 - 1994)
- (À suivre) (1989 – 1997)
- Métal hurlant (1997 - 1998)
- Spirou (1996 – 2003)
- Le Journal de Mickey (2007 – 2010)
- L'Écho des savanes (2003 - 2012)

## Récompenses
- 1987 : Alfred de l'avenir au festival d'Angoulême[4]
- 1993 : Meilleur premier album pour Au fil du rasoir, festival de Blois
- 2000 : Meilleur scénario pour La Semaine des 7 Noël, festival de Chambéry